# Gene Allen (Musiker)
Gene Allen (eigentlich Eugene Sufana, * 5. Dezember 1928 in Chicago; † 14. Februar 2008) war ein US-amerikanischer Jazzmusiker (Klarinette, Bassklarinette, Baritonsaxophon, weitere Holzblasinstrumente).

## Leben und Wirken
Allen begann mit zwölf Jahren professionell aufzutreten, als er in der Band seines Bruders George im Raum Gary (Indiana) spielte. Mit 15 Jahren gehörte er dem Orchester von Louis Prima an, mit dem er auf Tour ging und erste Aufnahmen entstanden. In den Nachkriegsjahren arbeitete er bei Claude Thornhill, Tex Beneke, im Sauter-Finegan Orchestra und mit Jimmy und Tommy Dorsey, später bei Benny Goodman, Nat Pierce, Woody Herman und Gerry Mulligan, dessen Tentett und dessen Gerry Mulligan Concert Jazz Band er angehörte. Allen arbeitete außerdem mit Thelonious Monk (Big Band and Quartet in Concert, 1964), Chet Baker, Bob Brookmeyer, Phil Sunkel, Tony Fruscella, Billy VerPlanck, Dick Meldonian, Sabu Martinez und George Russell (New York, N.Y.; 1959); außerdem begleitete er die Vokalisten Sarah Vaughan, Ella Fitzgerald, Joe Mooney, Teri Thornton, Lee Wiley und Maxine Sullivan. Nach 25 Jahren auf Tournee ließ sich Allen in New York City nieder, wo er noch mit Hal Grant arbeitete und regelmäßig im Club Copacabana auftrat. Er studierte an der Juilliard School bei Hall Overton und Manny Albam.
Im Bereich des Jazz war er zwischen 1944 und 1971 an 149 Aufnahmesessions beteiligt.